# 廣州地鐵二八號線列車
广州地铁二八號線列车是广州地铁的电动车组车款之一，正式名稱為廣州市軌道交通二八號線延長線车辆。內部型號為A4。該款列車目前全數在2号线運營。

## 概要
該款列車由南車株洲電力機車製造，為梯形車身，只是改為使用塞拉門。最高運營時速為80公里每小時。國產率進一步提升至70%。但關鍵零件設備依然為國外進口。列车使用西门子牵引系统。
顧名思義，該批列車是因應舊2号线拆解延長為新2号线及8号线而購買的。共27列，162輛。該批列車全數撥歸新2號線，同時舊2號線原有的26列Movia 456列車（內部型號A2）當時則被重新分配至新2號線及8號線，即新2號線屆時有A2、A4兩款列車行走，8號線則只獲分配A2型列車行走。
该车的后续列车为使用株洲南车时代牵引系统的一二八號線增購列车（內部型號为 A5，于2012年起投入服务）、以及中车株洲电力机车自主研发生产的八號線北延段列车（內部型號为 A6，于2018年起投入服务）。

## 历史
南车株机与广州地铁于2007年底签订了列车购车合同。2009年5月26日，首列列车下线；同年6月，首列列车到货。
2010年1月18日，02x007-008 及 02x009-010 两列车於当晚起，行走于旧2号线接载乘客。至同年9月21日拆解前夕，共计25列该款列车行走于旧2号线。
2010年9月25日，旧2号线正式拆解为新2号线及8号线，该款列车全部拨归新2号线行走。
2011年4月，最后一列车（02x053-054）投入运营，此车亦为新款塞拉门试验列车。
2013年7月，首列投入服务的列车 02x009-010 前往西塱车辆段进行架修。

## 列车特点
该款列车属A型车，采用铝合金车体，车头与新增购的A5列车一样为弧形设计，涂装则类似现时1号线及8号线所使用的Movia 456列车（内部型号A2、A3），以白色为主调，车身两边各有一条淺紫色的饰带。
该款列车的乘客信息显示系统继续使用A3型列车的连续式闪灯路线图，并预留1、2、8号线三段的闪灯。由於該款列车于1号线停站开启车门时会撞击站台屏蔽门的防夹板，故无法在1号线运营，因此上线运营时闪灯路线图則标示2，8号线的路线图。不过直至现时，该款列车也未曾在8号线上线载客，直到2024年11号线开通前夕物料更新时，因添加卫生间及母婴室信息导致空间不足而直接删除8号线部分。此外，在列车投入服务初期，因当时旧2号线仍未拆解，故用原2号线的贴纸线路图覆盖闪灯路线图。2021年，02x051-052列车试验把闪灯路线图改用LCD屏幕。
该款列车的照明系统放置在车顶，使用光管及塑料灯罩。每节车厢則设有8台19寸的4:3电视。两端车头均设有紧急逃生门及装置。两端驾驶室逃生门亦配备乘客瞭望窗，但目前该窗用黑纸张封闭。
该款列车全部采用西门子牵引系统，包括 1TB2010-1GA02 型牵引电机（额定功率 190 kW）和 G1500 D1100/400 M5-1 型牵引逆变器，唯调制程序与使用同款牵引逆变器的 B2/B4 型列车不同。
| SIEMENS |
| ------- |
|         |

02x053-054 编成使用歐特美公司提供的垂直塞拉门，该车的紧急开门装置亦有所不同，取出盖板后向下拨动手柄就可手动开启车门。这种车门后来安装于7号线和9号线的全部列车上（但紧急开门手柄设计有改变）。

## 列車編組
本款列車以6卡為一列，以兩個單元車（一個單元車為A-B-C或C-B-A）结合为一列。
本款列车的编号从 02x001-002 起，至 02x053-054 止，重新使用了A2型留空的編號（201~242）。
|                                                   | 二八號線列車（A4） ←廣州南站方向嘉禾望崗方向→ |              |                 |              |                 |                 |   |                 |              |                 |              |              |   |
| 动力单元                                          |                                               | 020×× （奇） | 020×× （奇）    | 020×× （奇） | 020×× （奇）    | 020×× （奇）    |   | 020×× （偶）    | 020×× （偶） | 020×× （偶）    | 020×× （偶） | 020×× （偶） |   |
| 車廂編號                                          | 02A001 : 02A053                               |              | 02B001 : 02B053 |              | 02C001 : 02C053 | 02C002 : 02C054 |   | 02B002 : 02B054 |              | 02A002 : 02A054 |              |              |   |
| 受电弓                                            |                                               | ＞           |                 |              | ＜              |                 |   |                 |              |                 |              |              |   |
| 型式区分                                          | =                                             | Tc           | -               | Mp           | -               | M               | + | M               | -            | Mp              | -            | Tc           | = |
| M：动力车；Mp：带受电弓的动车；Tc：带驾驶室的拖车 |                                               |              |                 |              |                 |                 |   |                 |              |                 |              |              |   |
| ＝ ：全自动车钩；+ ：半自动车钩；- ：半永久牵引杆 |                                               |              |                 |              |                 |                 |   |                 |              |                 |              |              |   |

## 备注
1. ↑  8号线北延段开通前夕亦为所有A4型列车更换带车站编号信息的路线图，亦包含8号线部分。